# Ribeirão (kommunhuvudort)
Ribeirão är en kommunhuvudort i Brasilien.   Den ligger i kommunen Ribeirão och delstaten Pernambuco, i den östra delen av landet, 1 600 km nordost om huvudstaden Brasília. Ribeirão ligger 128 meter över havet och antalet invånare är 29 818.
Terrängen runt Ribeirão är platt åt sydost, men åt nordväst är den kuperad. Ribeirão är det största samhället i trakten.
Omgivningarna runt Ribeirão är en mosaik av jordbruksmark och naturlig växtlighet. Runt Ribeirão är det ganska tätbefolkat, med 222 invånare per kvadratkilometer.